# 獅子門 (邁錫尼)

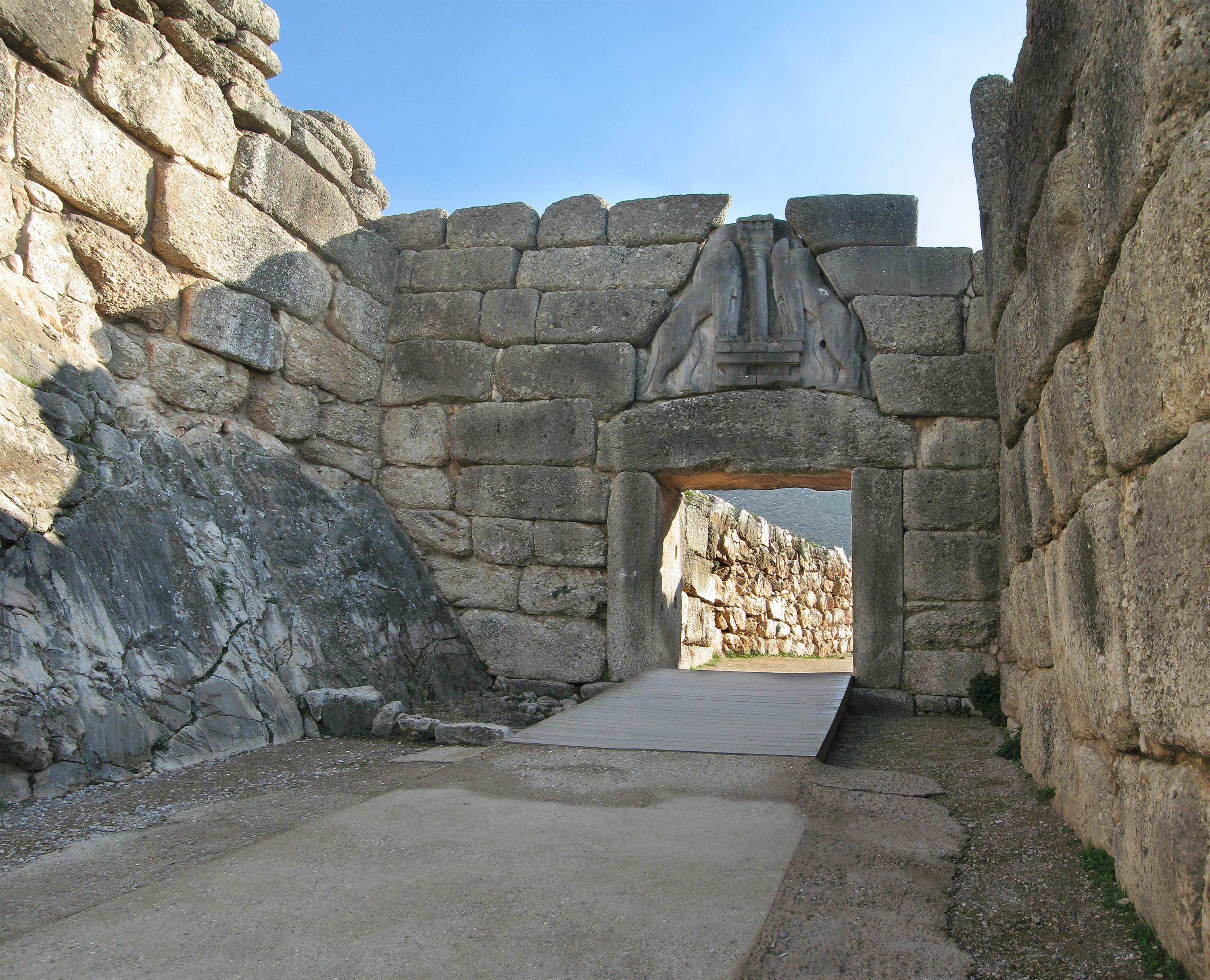
獅子門

獅子門（Lion Gate）是古希臘邁錫尼的主要入口。獅子門修建於公元前13世紀，得名於門上的兩個獅子浮雕。獅子門是邁錫尼遺跡唯一的現存紀念性雕塑，也是愛琴海地區最大的史前雕塑。